# Pfarrkirche Breitstetten

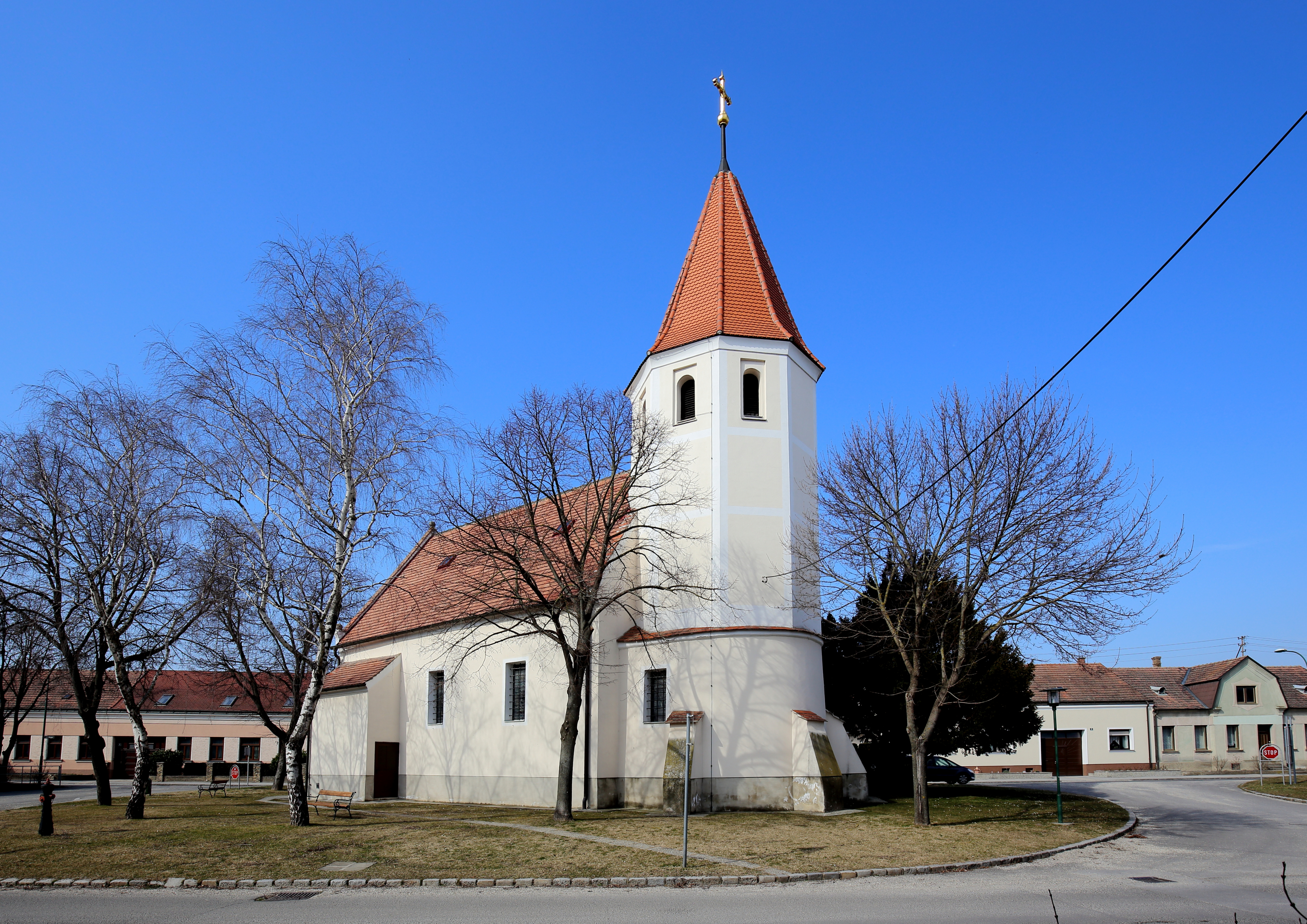
Katholische Pfarrkirche hl. Anna in Breitstetten

Die römisch-katholische Pfarrkirche Breitstetten steht in der Ortschaft Breitstetten in der Gemeinde Leopoldsdorf im Marchfeld im Bezirk Gänserndorf in Niederösterreich. Sie ist der heiligen Anna geweiht und gehört zum Dekanat Marchfeld im Vikariat Unter dem Manhartsberg der Erzdiözese Wien. Das Bauwerk steht unter Denkmalschutz.

## Geschichte
Die Kirche ist ein im Kern spätromanischer Bau vom Anfang des 13. Jahrhunderts. 1713 erfolgte ein barocker Umbau. 1784 wurde die Kirche zur Pfarrkirche erhoben.

## Kirchenbau
Kirchenäußeres
Die Kirche hat ein schlichtes, im Kern spätromanisches Langhaus mit einem steilen Satteldach. Während der Barockisierung wurde der romanische Rundchor beibehalten. Eventuell war es auch eine Rundkapelle, die später in den Kirchenbau integriert wurde. Darüber ist ein achteckiger Ostturm mit Pyramidenhelm von 1807. Im Norden schließt eine barocke Sakristei aus dem 18. Jahrhundert an den Chor an, im Westen eine kleine Vorhalle.
Kircheninneres
Das Langhaus ist dreijochig und kreuzgratgewölbt. Ein schmaler rundbogiger Triumphbogen trennt das Langhaus vom Chor. Der wesentlich schmälere, einjochige Chor ist flachrund geschlossen. Die nördliche Sakristei ist stichkappengewölbt.

## Ausstattung
Der Hochaltar ist ein Doppelsäulenretabel aus der ersten Hälfte des 18. Jahrhunderts. Das Altarbild zeigt „Anna lehrt Maria das Lesen“ und stammt vom Anfang des 19. Jahrhunderts. Im Auszug ist ein barockes Relief von Gottvater. Der linke Seitenaltar stammt aus der ersten Hälfte des 18. Jahrhunderts. Auf ihm stehen barocke Figuren der Heiligen Johannes Nepomuk und Bernhard. Das Altarbild zeigt das Herz Jesu aus der ersten Hälfte des 19. Jahrhunderts. Auf dem rechten Seitenaltar stehen Figuren der Heiligen Sebastian und Rochus. Das Altarbild aus der ersten Hälfte des 19. Jahrhunderts zeigt „Maria mit Kind“. Die barocke Kanzel wurde in der ersten Hälfte des 18. Jahrhunderts erbaut. Auf dem Korb sind Figuren der vier Evangelisten dargestellt, auf dem Schalldeckel Putten. In der Kirche steht eine barocke Figurengruppe, die Anna und Maria darstellt. Die Kreuzwegbilder stammen aus der zweiten Hälfte des 19. Jahrhunderts. Auch die Glasfenster stammen aus dieser Zeit.

## Orgel
Die Orgel mit 6 Registern aus dem Jahr 1840 stammt von Franz Ullmann.

## Glocken
Die Glocke wurde 1676 von Balthasar Herold gegossen.